# Imperativ
În gramatica unor limbi, imperativul este un mod verbal personal și predicativ care exprimă în sensul cel mai general posibilitatea unei acțiuni la cererea unui vorbitor. Din punct de vedere pragmatic, se manifestă în principal prin ordin sau interdicție, dar și prin îndemn, sfat, rugăminte ori sugestie.
În unele limbi, precum româna, are cel puțin unele forme specifice, în altele, ca maghiara, se distinge de alt mod numai ca folosire. Are unele trăsături comune mai multor limbi:
- Adresându-se unuia sau mai multor destinatari, are, în unele limbi, de pildă româna, numai forme de persoana a II-a. În altele, de exemplu franceza, are și formă de persoana I plural, când vorbitorul se include printre destinatari.
- De regulă, subiectul verbului la imperativ nu este exprimat prin cuvânt aparte, doar atunci când se insistă asupra sa.
- Imperativul nu se folosește în propoziție subordonată.
- Verbul la imperativ se caracterizează printr-o intensitate relativ mare a rostirii atunci când exprimă o poruncă sau o interdicție fermă.

## În limba română

### Morfologie
Din punct de vedere morfologic, imperativul românesc are numai forme de persoana a II-a singular și plural. Este singurul mod la care sunt diferențe între formele pozitive și cele negative. Cele pozitive se regăsesc la prezentul indicativ și la prezentul conjunctiv, dar nu totdeauna la aceleași persoane, iar cele negative de singular sunt identice cu forma de prezent infinitiv. Exemple:
| Conjugarea I   | Conjugarea I   | Conjugarea I   | Conjugarea I   | Conjugarea a II-a | Conjugarea a III-a | Conjugarea a III-a | Conjugarea a III-a | Conjugarea a III-a |
| fără sufix     | fără sufix     | cu sufixul -ez | cu sufixul -ez | Conjugarea a II-a | tranzitiv          | tranzitiv          | intranzitiv        | intranzitiv        |
| formă pozitivă | formă negativă | formă pozitivă | formă negativă | formă pozitivă    | formă pozitivă     | formă negativă     | formă pozitivă     | formă negativă     |
| -------------- | -------------- | -------------- | -------------- | ----------------- | ------------------ | ------------------ | ------------------ | ------------------ |
| cântă!         | nu cânta!      | lucrează!      | nu lucra!      | vezi!             | bate!              | nu bate!           | rămâi!             | nu rămâne!         |
| cântați!       | nu cântați!    | lucrați!       | nu lucrați!    | vedeți!           | bateți!            | nu bateți!         | rămâneți!          | nu rămâneți!       |

| Conjugarea a IV-a | Conjugarea a IV-a | Conjugarea a IV-a | Conjugarea a IV-a | Conjugarea a IV-a | Conjugarea a IV-a | Conjugarea a IV-a | Conjugarea a IV-a |
| infinitiv în -i   | infinitiv în -i   | infinitiv în -i   | infinitiv în -i   | infinitiv în -î   | infinitiv în -î   | infinitiv în -î   | infinitiv în -î   |
| fără sufix        | fără sufix        | cu sufixul -esc   | cu sufixul -esc   | fără sufix        | fără sufix        | cu sufixul -ăsc   | cu sufixul -ăsc   |
| formă pozitivă    | formă negativă    | formă pozitivă    | formă negativă    | formă pozitivă    | formă negativă    | formă pozitivă    | formă negativă    |
| ----------------- | ----------------- | ----------------- | ----------------- | ----------------- | ----------------- | ----------------- | ----------------- |
| dormi!            | nu dormi!         | iubește!          | nu iubi!          | coboară!          | nu coborî!        | hotărăște!        | nu hotărî!        |
| dormiți!          | nu dormiți!       | iubiți!           | nu iubiți!        | coborâți!         | nu coborâți!      | hotărâți!         | nu hotărâți!      |

### Valori și sintaxă
Valorile principale ale imperativului sunt cele de poruncă (Ieși!) și de interdicție (Nu vorbi!), dar aceleași forme au și alte funcții pragmatice:
- comandă: Rupeți rândurile!;
- îndemn: Apa e caldă, scăldați-vă;
- sfat: Folosește un ferăstrău;
- indicație: Luați-o pe prima stradă la dreapta;
- cerere insistentă: Fă asta pentru mine!;
- amenințare atenuată: Supără-mă, supără-mă!;
- rugăminte: Dă-mi împrumut zece lei, te rog!, Nu mă uita!;
- invitație: Vino pe la mine;
- permisiune: Pleacă dacă vrei;
- îndemn la renunțare: Nu te duce acolo acum.

Ca funcție sintactică, verbul la imperativ poate fi predicat într-un număr redus de tipuri de propoziție. Considerându-se propozițiile în sine, se poate găsi numai în propoziții imperative pozitive sau negative. Avându-se în vedere sintaxa frazei, imperativul poate fi predicat numai în propoziții principale.

## În alte limbi

### În limba franceză
Franceza este o limbă în care imperativul are și formă de trecut. La imperativ prezent are și persoana I plural. La prezent, formele sunt în esență aceleași la majoritatea verbelor ca ale indicativului prezent la persoanele respective, la câteva verbe însă sunt identice cu formele de subjonctiv prezent, inclusiv la verbele auxiliare ale imperativului trecut, avoir „a avea” și être „a fi”. Nu se folosește cu subiectul exprimat prin pronume personal formă neaccentuată nici în această limbă, în care este obligatoriu la celelalte moduri.
Imperativul trecut se formează din verbul auxiliar la imperativ prezent și verbul cu sens lexical la participiul numit „trecut”. Exprimă o acțiune de efectuat înaintea unui moment indicat în propoziție.
Exemple:
- la imperativ prezent: Ferme la porte ! „Închide ușa!”, Dépêchons-nous ! „Să ne grăbim!”, Ne touchez pas à ça ! „Nu (vă) atingeți (de) asta!”
- la imperativ trecut: Ayez fini votre travail avant samedi! „Să vă fie terminată treaba înainte de sâmbătă!”, Sois parti d’ici au plus tard à midi ! „Să fii plecat de aici cel târziu la amiază!”

### În limba engleză
Engleza este o limbă în care imperativul nu are formă diferită de cea de bază a verbului, aceea de la infinitiv și de la indicativ prezent (în afară de persoana a III-a singular). Se distinge prin celelalte caracteristici ale modului (vezi introducerea articolului). Singularul se distinge de plural numai prin context. Subiectul este exprimat prin cuvânt aparte nu numai când este scos în evidență în constrast cu altă persoană, ci și când adresarea este mai fermă ca de obicei sau agresivă. Interdicția se exprimă cel mai adesea cu forma negativă folosită și la indicativ prezent (do not sau don’t + verb cu sens lexical). Un ordin insistent poate fi exprimat tot cu forma pozitivă do înaintea verbului cu sens lexical. Exemple:
- formă pozitivă obișnuită: Come in „Intră”;
- formă pozitivă insistentă: Do be careful „Fii prudent(ă) / Fiți prudent(ă)/prudenți/prudente”;
- formă negativă: Do not remove this book from the library „Nu scoateți cartea aceasta din bibliotecă”, Don’t tell anyone about this „Nu-i spune(ți) nimănui despre asta”;
- formă cu scoaterea în evidență a subiectului în opoziție cu altă persoană: I’ll wait here. You go round the back „Eu o să aștept aici. Tu mergi prin spate”;
- formă de ordin agresiv: You be careful what you’re saying „Fii atent(ă) ce spui”;
- formă de interdicție agresivă: Don’t you talk to me like that „Nu vorbi așa cu mine”.

### În BCMS
În limbile din diasistemul slav de centru-sud (bosniacă, croată, muntenegreană, sârbă, prescurtat BCMS), imperativul are și persoana I plural. Majoritatea verbelor formează imperativul de la tema formei de indicativ prezent, persoana a III-a plural. La aceasta se adaugă un sufix specific, morfem al acestui mod, înaintea desinențelor personale: zero la singular și aceleași ca la indicativ prezent, la plural:
- La unele verbe, sufixul este -j-: Čekaj! „Așteaptă!”, Čekajmo! „Să așteptăm!”, Čekajte! „Așteptați!”
- La alte verbe, sufixul este -i-: Kreni! „Pornește!”, Krenimo!, „Să pornim!”, Krenite! „Porniți!”

În aceste limbi, la forma negativă există forme sinonime sintetice și analitice, cele din urmă formate dintr-un verb auxiliar analog cu en  do not + infinitivul verbului: sr , hr  Ne uzimaj kruške! sau Nemoj uzimati kruške! „Nu lua pere!”. În această construcție, infinitivul este deseori înlocuit în sârbă, sub influență balcanică, de prezentul indicativului cu conjuncția da „să”: Nemoj da uzimaš kruške! „Să nu iei pere!”.

### În limba maghiară
Maghiara este o limbă în care nu se distinge formal imperativul de conjunctiv, modul numindu-se „imperativ”. Acesta are un sufix specific -j-, care în multe cazuri este asimilat de ultima consoană a radicalului verbului sau a altui sufix dinaintea lui -j-, dar și așa, formele imperativ-conjunctivului diferă de cele ale celorlalte moduri. Există forme la toate persoanele folosite cu valoare de conjunctiv, formele de persoana a II-a singular și plural și cea de persoana I plural fiind folosite și cu valoare de imperativ. În adresarea politicoasă sunt folosite ca forme de imperativ cele de persoana a III-a singular și plural. La forma negativă, cuvântul cu sensul „nu” are o formă specifică pentru acest mod, ne, diferită de cea folosită la alte moduri (nem). Exemple: Hagyjál békén! „Lasă-mă în pace!”, Ki ne nyissátok az ablakot! „Nu cumva să deschideți fereastra!” (voi), Menjünk moziba! „Să mergem la cinema!”, Ne menjen el! „Nu pleca!” (dumneata) / „Nu plecați!” (dumneavoastră singular), Ne menjenek el! „Nu plecați!” (dumneavoastră plural).